# Villard-d’Héry

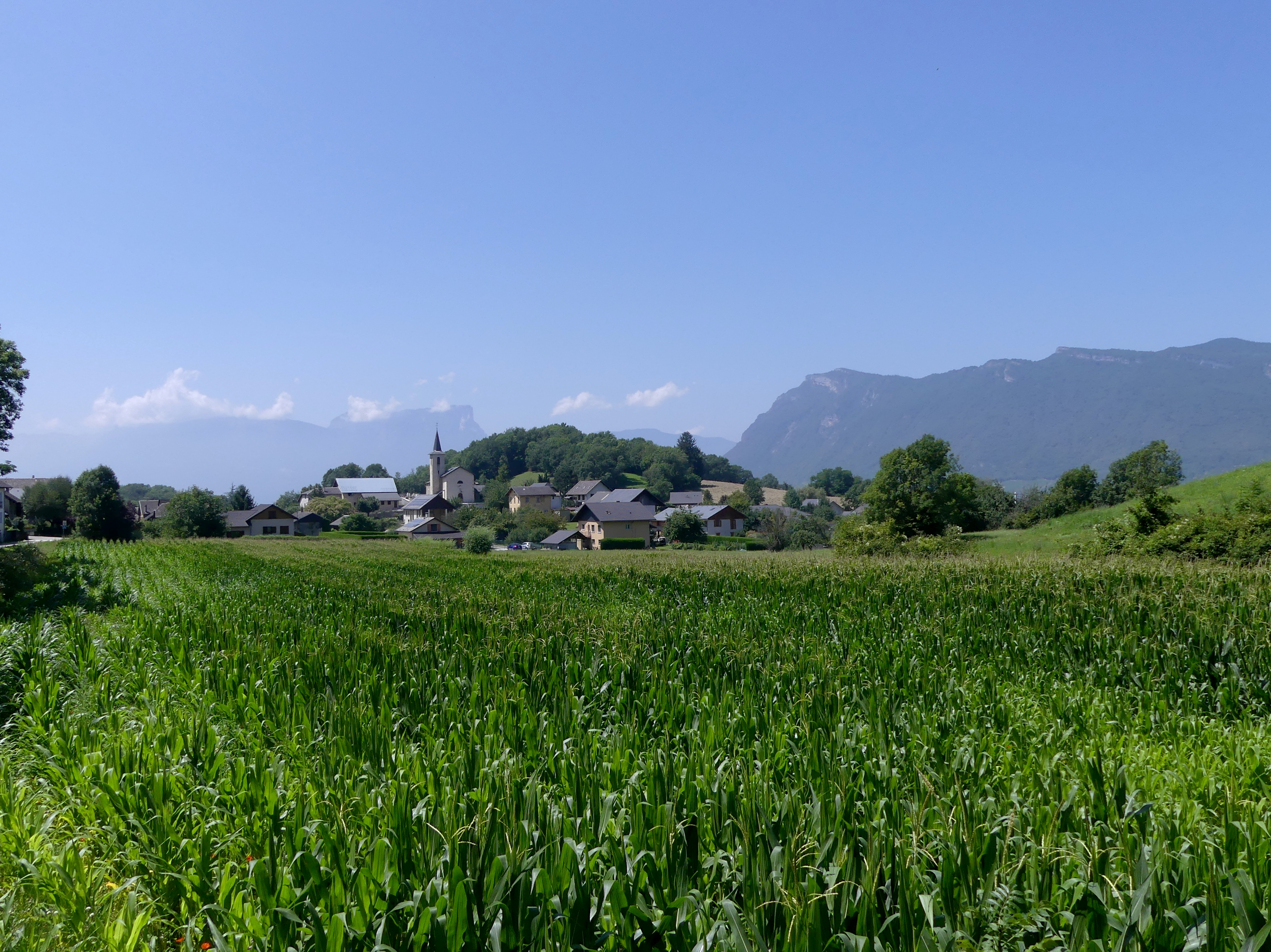
Villard-d'Héry village (2021)

Villard-d’Héry ist eine französische Gemeinde mit 264 Einwohnern (Stand: 1. Januar 2022) im Département Savoie in der Region Auvergne-Rhône-Alpes (vor 2016 Rhône-Alpes). Sie liegt im Arrondissement Chambéry und dem Kanton Montmélian.

## Lage
Villard-d’Héry liegt etwa 20 Kilometer ostsüdöstlich von Chambéry. An der nordwestlichen Gemeindegrenze verläuft das Flüsschen Coisetan. Umgeben wird Villard-d’Héry von den Nachbargemeinden Coise-Saint-Jean-Pied-Gauthier im Norden und Westen, Hauteville im Nordosten, La Trinité im Osten und Südosten sowie Saint-Pierre-de-Soucy im Süden und Südwesten.

## Bevölkerungsentwicklung
| Jahr                       | 1962 | 1968 | 1975 | 1982 | 1990 | 1999 | 2006 | 2013 |
| -------------------------- | ---- | ---- | ---- | ---- | ---- | ---- | ---- | ---- |
| Einwohner                  | 130  | 145  | 142  | 131  | 162  | 186  | 233  | 258  |
| Quellen: Cassini und INSEE |      |      |      |      |      |      |      |      |

## Sehenswürdigkeiten
- Reste der Burg Montchabod